# Lorenzo di Bonaventura
Lorenzo di Bonaventura (New York, 29 novembre 1957) è un produttore cinematografico statunitense di origine italiana.
Negli anni novanta ha lavorato come executive per la Warner Bros., in seguito ha fondato una sua casa di produzione, la Bonaventura Pictures, che per la distribuzione delle proprie produzioni si appoggia alla Paramount Pictures.
Come produttore ha realizzato alcuni dei maggiori successi cinematografici degli ultimi anni, da Constantine, Derailed - Attrazione letale, 1408, Stardust, fino a blockbuster come Transformers, G.I. Joe - La nascita dei Cobra, Transformers - La vendetta del caduto e il suo sequel.

## Filmografia parziale

### Cinema
- Four Brothers - Quattro fratelli (Four Brothers), regia di John Singleton (2005)
- Doom, regia di Andrzej Bartkowiak (2005)
- Derailed - Attrazione letale (Derailed), regia di Mikael Håfström (2005)
- Constantine, regia di Francis Lawrence (2005)
- Shooter, regia di Antoine Fuqua (2007)
- Stardust, regia di Matthew Vaughn (2007)
- 1408, regia di Mikael Håfström (2007)
- Transformers, regia di Michael Bay (2007)
- Immagina che (Imagine That), regia di Karey Kirkpatrick (2009)
- Transformers - La vendetta del caduto (Transformers: Revenge of the Fallen), regia di Michael Bay (2009)
- G.I. Joe - La nascita dei Cobra (G.I. Joe - Rise of Cobra), regia di Stephen Sommers (2009)
- Red, regia di Robert Schwentke (2010)
- Salt, regia di Phillip Noyce (2010)
- Transformers 3, regia di Michael Bay (2011)
- L'altra faccia del diavolo (The Devil Inside), regia di William Brent Bell (2012)
- 40 carati (Man on a Ledge), regia di Asger Leth (2012)
- The Last Stand - L'ultima sfida (The Last Stand), regia di Kim Ji-Woon (2013)
- G.I. Joe - La vendetta (G.I. Joe: Retaliation), regia di Jon M. Chu (2013)
- Effetti collaterali (Side Effects), regia di Steven Soderbergh (2013)
- Red 2, regia di Dean Parisot (2013)
- Jack Ryan - L'iniziazione (Jack Ryan: Shadow Recruit), regia di Kenneth Branagh (2014)
- Transformers 4 - L'era dell'estinzione (Transformers: Age of Extinction), regia di Michael Bay (2014)
- Deepwater - Inferno sull'oceano (Deepwater Horizon), regia di Peter Berg (2016)
- Transformers - L'ultimo cavaliere (Transformers: The Last Knight), regia di Michael Bay (2017)
- Codice Unlocked (Unlocked), regia di Michael Apted (2017)
- American Assassin, regia di Michael Cuesta (2017)
- Fire Squad - Incubo di fuoco (Only the Brave), regia di Joseph Kosinski (2017)
- Shark - Il primo squalo (The Meg), regia di Jon Turteltaub (2018)
- Bumblebee, regia di Travis Knight (2018)
- Pet Sematary, regia di Kevin Kölsch e Dennis Widmyer (2019)
- Snake Eyes: G.I. Joe - Le origini (Snake Eyes: G.I. Joe Origins), regia di Robert Schwentke (2021)
- Infinite, regia di Antoine Fuqua (2021)
- Shark 2 - L'abisso (Meg 2: The Trench), regia di Ben Wheatley (2023)
- Cimitero vivente: le origini (Pet Sematary: Bloodlines), regia di Lindsey Anderson Beer (2023)
- Madame Web, regia di S. J. Clarkson (2024)
- Transformers One, regia di Josh Cooley (2024)

### Televisione
- Zero Hour – serie TV (2013) - produttore esecutivo
- Shooter – serie TV (2016) - produttore esecutivo
- Jupiter's Legacy - serie TV (2021-in corso) - produttore esecutivo